# Ringer-Europameisterschaften 1986
Die Ringer-Europameisterschaften 1986 fanden im April 1986 im griechischen Piräus statt.

## Griechisch-römisch, Männer

### Ergebnisse

#### Kategorie bis 48 kg (Papiergewicht)
| Platz | Land           | Sportler           |
| ----- | -------------- | ------------------ |
| 1     | Sowjetunion    | Iwan Samtajew      |
| 2     | Bulgarien      | Bratan Zenow       |
| 3     | Italien        | Vincenzo Maenza    |
| 4     | Norwegen       | Lars Rønningen     |
| 5     | BR Deutschland | Fuat Yıldız        |
| 6     | Griechenland   | Georgios Nikitas   |
| 7     | Ungarn         | Csaba Vadász       |
| 8     | Polen          | Krzysztof Mudrecki |

Titelverteidiger: Bratan Zenow, Bulgarien

#### Kategorie bis 52 kg (Fliegengewicht)
| Platz | Land             | Sportler             |
| ----- | ---------------- | -------------------- |
| 1     | Sowjetunion      | Sergei Djudjajew     |
| 2     | Rumänien         | Mihai Cișmaș         |
| 3     | Norwegen         | Jon Rønningen        |
| 4     | Polen            | Stanislaw Wroblewski |
| 5     | Frankreich       | Serge Robert         |
| 6     | Bulgarien        | Schristo Dimow       |
| 7     | Tschechoslowakei | Tibor Jankovics      |
| 8     | Türkei           | Remzi Öztürk         |

Titelverteidiger: Roman Kierpacz, Polen

#### Kategorie bis 57 kg (Bantamgewicht)
| Platz | Land         | Sportler             |
| ----- | ------------ | -------------------- |
| 1     | Sowjetunion  | Timerschan Kalimulin |
| 2     | Griechenland | Haralambos Holidis   |
| 3     | Finnland     | Keijo Pehkonen       |
| 4     | Rumänien     | Nicolae Zamfir       |
| 5     | Bulgarien    | Petar Balow          |
| 6     | Ungarn       | András Sike          |
| 7     | Schweden     | Pierre Dikanda       |
| 8     | Polen        | Mieczysław Tracz     |

Titelverteidiger: Oganes Arutunjan, UdSSR

#### Kategorie bis 62 kg (Federgewicht)
| Platz | Land        | Sportler           |
| ----- | ----------- | ------------------ |
| 1     | Ungarn      | Árpád Sipos        |
| 2     | Schweden    | Benni Ljungbeck    |
| 3     | Schweiz     | Hugo Dietsche      |
| 4     | Sowjetunion | Alexander Litwinow |
| 5     | Bulgarien   | Nentscho Nentschew |
| 6     | Türkei      | Hüseyin Demirtas   |
| 7     | Dänemark    | John Ottesen       |
| 8     | Polen       | Bogusław Klozik    |

Titelverteidiger: Kamandar Madschidow, UdSSR

#### Kategorie bis 68 kg (Leichtgewicht)
| Platz | Land                            | Sportler             |
| ----- | ------------------------------- | -------------------- |
| 1     | Sowjetunion                     | Lewon Dschulfalakjan |
| 2     | Bulgarien                       | Rumen Tenew          |
| 3     | Polen                           | Stanisław Barej      |
| 4     | Deutsche Demokratische Republik | Thorsten Schlonske   |
| 5     | Jugoslawien                     | Nandor Sabo          |
| 6     | Finnland                        | Tapio Sipilä         |
| 7     | Rumänien                        | Constantin Uță       |
| 8     | Frankreich                      | Gilles Jalabert      |

Titelverteidiger: Michail Prokudin, UdSSR

#### Kategorie bis 74 kg (Weltergewicht)
| Platz | Land                            | Sportler                            |
| ----- | ------------------------------- | ----------------------------------- |
| 1     | Sowjetunion                     | Michail Gerasijewitsch Mamiaschwili |
| 2     | Schweden                        | Roger Tallroth                      |
| 3     | Finnland                        | Jouko Salomäki                      |
| 4     | Polen                           | Jerzy Kopański                      |
| 5     | Rumänien                        | Ștefan Rusu                         |
| 6     | Frankreich                      | Martial Mischler                    |
| 7     | Bulgarien                       | Dobri Marinow                       |
| 8     | Deutsche Demokratische Republik | Andreas Lemke                       |

Titelverteidiger: Ștefan Rusu, Rumänien

#### Kategorie bis 82 kg (Mittelgewicht)
| Platz | Land        | Sportler           |
| ----- | ----------- | ------------------ |
| 1     | Ungarn      | Tibor Komáromi     |
| 2     | Polen       | Bogdan Daras       |
| 3     | Sowjetunion | Teimuras Apchasawa |
| 4     | Bulgarien   | Angel Bontschew    |
| 5     | Rumänien    | Sorin Hertea       |
| 6     | Italien     | Ernesto Razzino    |
| 7     | Schweden    | Magnus Fredriksson |
| 8     | Finnland    | Jari Salomäki      |

Titelverteidiger: Basir Batalow, UdSSR

#### Kategorie bis 90 kg (Halbschwergewicht)
| Platz | Land           | Sportler               |
| ----- | -------------- | ---------------------- |
| 1     | Bulgarien      | Atanas Komtschew       |
| 2     | Österreich     | Franz Pitschmann       |
| 3     | Rumänien       | Ilie Matei             |
| 4     | Sowjetunion    | Chawas-Bajutin Mulajew |
| 5     | Griechenland   | Georgios Pikilidis     |
| 6     | Ungarn         | Lajos Szegvari         |
| 7     | Finnland       | Jarmo Övermark         |
| 8     | BR Deutschland | Roger Gries            |

Titelverteidiger: Igor Kanygin, UdSSR

#### Kategorie bis 100 kg (Schwergewicht)
| Platz | Land                            | Sportler         |
| ----- | ------------------------------- | ---------------- |
| 1     | Jugoslawien                     | Josef Tertelj    |
| 2     | Deutsche Demokratische Republik | Thomas Horschel  |
| 3     | Ungarn                          | István Illes     |
| 4     | Tschechoslowakei                | Dušan Masár      |
| 5     | Sowjetunion                     | Anatol Fedarenka |
| 6     | Polen                           | Roman Bierła     |
| 7     | Rumänien                        | Vasile Andrei    |
| 8     | Österreich                      | Franz Marx       |

Titelverteidiger: Anatol Fedarenka, UdSSR

#### Kategorie bis 130 kg (Superschwergewicht)
| Platz | Land                            | Sportler          |
| ----- | ------------------------------- | ----------------- |
| 1     | Bulgarien                       | Nikola Dinew      |
| 2     | Sowjetunion                     | Nikolai Makarenko |
| 3     | Schweden                        | Tomas Johansson   |
| 4     | Polen                           | Roman Wrocławski  |
| 5     | Ungarn                          | László Tóth       |
| 6     | Rumänien                        | Ioan Grigoras     |
| 7     | Deutsche Demokratische Republik | Jörg Kotte        |
| 8     | Dänemark                        | Niels Steffensen  |

Titelverteidiger: Igor Rostorozki, UdSSR

### Medaillenspiegel
| Rang | Land                            | Gold | Silber | Bronze |
| ---- | ------------------------------- | ---- | ------ | ------ |
| 1    | Sowjetunion                     | 5    | 1      | 1      |
| 2    | Bulgarien                       | 2    | 2      | 0      |
| 3    | Ungarn                          | 2    | 0      | 1      |
| 4    | Jugoslawien                     | 1    | 0      | 0      |
| 5    | Schweden                        | 0    | 2      | 1      |
| 6    | Polen                           | 0    | 1      | 1      |
|      | Rumänien                        | 0    | 1      | 1      |
| 8    | Deutsche Demokratische Republik | 0    | 1      | 0      |
|      | Griechenland                    | 0    | 1      | 0      |
|      | Österreich                      | 0    | 1      | 0      |
| 11   | Finnland                        | 0    | 0      | 2      |
| 12   | Norwegen                        | 0    | 0      | 1      |
|      | Italien                         | 0    | 0      | 1      |
|      | Schweiz                         | 0    | 0      | 1      |

## Freistil, Männer

### Ergebnisse

#### Kategorie bis 48 kg (Papiergewicht)
| Platz | Land                            | Sportler          |
| ----- | ------------------------------- | ----------------- |
| 1     | Sowjetunion                     | Alexander Dorschu |
| 2     | BR Deutschland                  | Reiner Heugabel   |
| 3     | Rumänien                        | Alin Pacuraru     |
| 4     | Deutsche Demokratische Republik | Mario Willomeit   |
| 5     | Türkei                          | Mustafa Ocal      |
| 6     | Polen                           | Wladysław Olejnik |
| 7     | Bulgarien                       | Marian Awramow    |
| 8     | Ungarn                          | Janos Marosvölgyi |

Titelverteidiger: Wassili Gogolew, UdSSR

#### Kategorie bis 52 kg (Fliegengewicht)
| Platz | Land           | Sportler          |
| ----- | -------------- | ----------------- |
| 1     | Bulgarien      | Walentin Jordanow |
| 2     | Jugoslawien    | Šaban Trstena     |
| 3     | Sowjetunion    | Minatula Daibow   |
| 4     | Rumänien       | Nicu Hincu        |
| 5     | Frankreich     | Thierry Bourdin   |
| 6     | Finnland       | Vesa Mäki-Turja   |
| 7     | Ungarn         | László Bíró       |
| 8     | BR Deutschland | Herbert Tutsch    |

Titelverteidiger: Walentin Jordanow, Bulgarien

#### Kategorie bis 57 kg (Bantamgewicht)
| Platz | Land                            | Sportler           |
| ----- | ------------------------------- | ------------------ |
| 1     | Bulgarien                       | Georgi Kaltschew   |
| 2     | Sowjetunion                     | Ruslan Karajew     |
| 3     | Polen                           | Zygmunt Koloziej   |
| 4     | Deutsche Demokratische Republik | Hartmut Reich      |
| 5     | Türkei                          | Metin Kaplan       |
| 6     | Ungarn                          | Sándor Németh      |
| 7     | Griechenland                    | Panagiotis Vlandos |

Titelverteidiger: Stefan Iwanow, Bulgarien

#### Kategorie bis 62 kg (Federgewicht)
| Platz | Land                            | Sportler       |
| ----- | ------------------------------- | -------------- |
| 1     | Sowjetunion                     | Xəzər İsayev   |
| 2     | Bulgarien                       | Walentin Sawow |
| 3     | Polen                           | Marian Skubacz |
| 4     | Ungarn                          | József Orbán   |
| 5     | Deutsche Demokratische Republik | Lutz Remus     |
| 6     | Schweiz                         | Ludwig Küng    |
| 7     | BR Deutschland                  | Ralf Lyding    |
| 8     | Jugoslawien                     | Sande Donev    |

Titelverteidiger: Lutz Remus, Deutsche Demokratische Republik

#### Kategorie bis 68 kg (Leichtgewicht)
| Platz | Land           | Sportler              |
| ----- | -------------- | --------------------- |
| 1     | Sowjetunion    | Abdulla Megomedow     |
| 2     | Bulgarien      | Simeon Schterew       |
| 3     | Polen          | Jan Szymański         |
| 4     | Finnland       | Jukka Rauhala         |
| 5     | Griechenland   | Georgios Athanasiadis |
| 6     | BR Deutschland | Ahmet Çakıcı          |
| 7     | Frankreich     | Gerard Santoro        |
| 8     | Ungarn         | Zoltán Szalontai      |

Titelverteidiger: Arsen Fadsajew, UdSSR

#### Kategorie bis 74 kg (Weltergewicht)
| Platz | Land        | Sportler           |
| ----- | ----------- | ------------------ |
| 1     | Sowjetunion | Adlan Warajew      |
| 2     | Rumänien    | Claudiu Tămăduianu |
| 3     | Bulgarien   | Kemal Padarew      |
| 4     | Ungarn      | István Gulyas      |
| 5     | Frankreich  | Bruno Beudet       |
| 6     | Finnland    | Pekka Rauhala      |
| 7     | Türkei      | Süleyman Çakın     |
| 8     | Schweiz     | Leonz Küng         |

Titelverteidiger: Anatoli Palamarew, UdSSR

#### Kategorie bis 82 kg (Mittelgewicht)
| Platz | Land             | Sportler        |
| ----- | ---------------- | --------------- |
| 1     | Bulgarien        | Alexander Nanew |
| 2     | Sowjetunion      | Wagab Kasibekow |
| 3     | Tschechoslowakei | Jozef Lohyňa    |
| 4     | Polen            | Leszek Ciota    |
| 5     | Rumänien         | Gheorghe Mitu   |
| 6     | Finnland         | Jouko Salomäki  |
| 7     | Jugoslawien      | Cedo Nikolovski |
| 8     | BR Deutschland   | Reiner Trik     |

Titelverteidiger: Juri Worobjow, UdSSR

#### Kategorie bis 90 kg (Halbschwergewicht)
| Platz | Land                            | Sportler              |
| ----- | ------------------------------- | --------------------- |
| 1     | Sowjetunion                     | Sanassar Howhannisjan |
| 2     | Ungarn                          | Gábor Tóth            |
| 3     | Deutsche Demokratische Republik | Torsten Wagner        |
| 4     | Griechenland                    | Heraklis Deskoulidis  |
| 5     | Rumänien                        | Iulian Risnoveanu     |
| 6     | BR Deutschland                  | Bodo Lukowski         |
| 7     | Bulgarien                       | Stojan Nentschew      |
| 8     | Polen                           | Jerzy Niec            |

Titelverteidiger: Robert Tibilow, UdSSR

#### Kategorie bis 100 kg (Schwergewicht)
| Platz | Land                            | Sportler         |
| ----- | ------------------------------- | ---------------- |
| 1     | Bulgarien                       | Georgi Jantschew |
| 2     | Sowjetunion                     | Aslan Chadarzew  |
| 3     | Deutsche Demokratische Republik | Uwe Neupert      |
| 4     | Tschechoslowakei                | Jozef Cernak     |
| 5     | Rumänien                        | Ciprian Radu     |
| 6     | BR Deutschland                  | Wilfried Colling |
| 7     | Ungarn                          | István Robotka   |
| 8     | Polen                           | Jerzy Owerczuk   |

Titelverteidiger: Leri Chabelowi, UdSSR

#### Kategorie bis 130 kg (Superschwergewicht)
| Platz | Land                            | Sportler               |
| ----- | ------------------------------- | ---------------------- |
| 1     | Deutsche Demokratische Republik | Andreas Schröder       |
| 2     | Sowjetunion                     | Malchas Mermanischwili |
| 3     | Polen                           | Adam Sandurski         |
| 4     | BR Deutschland                  | Ralf Bremmer           |
| 5     | Ungarn                          | József Balla           |
| 6     | Bulgarien                       | Petar Christow         |

Titelverteidiger: Dawit Gobedschischwili, UdSSR

### Medaillenspiegel
| Rang | Land                            | Gold | Silber | Bronze |
| ---- | ------------------------------- | ---- | ------ | ------ |
| 1    | Sowjetunion                     | 5    | 4      | 1      |
| 2    | Bulgarien                       | 4    | 2      | 1      |
| 3    | Deutsche Demokratische Republik | 1    | 0      | 2      |
| 4    | Rumänien                        | 0    | 1      | 1      |
| 5    | Ungarn                          | 0    | 1      | 0      |
|      | BR Deutschland                  | 0    | 1      | 0      |
|      | Jugoslawien                     | 0    | 1      | 0      |
| 8    | Polen                           | 0    | 0      | 4      |
| 9    | Tschechoslowakei                | 0    | 0      | 1      |

## Quelle
- www.foeldeak.com

1911 |
– |
1921 |
– |
1924 |
1925 |
1926 |
1927 |
– |
1929 |
1930 |
1931 |
– |
1933 |
1934 |
1935 |
– |
1937 |
1938 |
1939 |
– |
1946 |
1947 |
1949 |
– |
1966 |
1967 |
1968 |
1969 |
1970 |
– |
1972 |
1973 |
1974 |
1975 |
1976 |
1977 |
1978 |
1979 |
1980 |
1981 |
1982 |
1983 |
1984 |
1985 |
1986 |
1987 |
1988 |
1989 |
1990 |
1991 |
1992 |
1993 |
1994 |
1995 |
1996 |
1997 |
1998 |
1999 |
2000 |
2001 |
2002 |
2003 |
2004 |
2005 |
2006 |
2007 |
2008 |
2009 |
2010 |
2011 |
2012 |
2013 |
2014 |
2015 |
2016 |
2017 |
2018 |
2019 |
2020 |
2021 |
2022 |
2023 |
2024 |
2025
Inoffizielle Europameisterschaften:
1898 |
– |
1902 |
1903 |
1904 |
1905 |
1906 |
1907 |
– |
1909 |
1910 |
1912 |
1913 |
1914